# Namdong-gu
Namdong-gu (koreanska: 남동구) är ett stadsdistrikt (gu) i staden och provinsen Incheon, i den nordvästra delen av Sydkorea, 27 km sydväst om huvudstaden Seoul.

## Administrativ indelning
Distriktet är indelat i 20 administrativa stadsdelar:
Ganseok 1-dong,
Ganseok 2-dong,
Ganseok 3-dong,
Ganseok 4-dong,
Guwol 1-dong,
Guwol 2-dong,
Guwol 3-dong,
Guwol 4-dong,
Jangsuseochang-dong,
Mansu 1-dong,
Mansu 2-dong,
Mansu 3-dong,
Mansu 4-dong,
Mansu 5-dong,
Mansu 6-dong,
Namchondorim-dong,
Nonhyeon 1-dong,
Nonhyeon 2-dong,
Nonhyeongojan-dong och
Seochang 2-dong.